# Skertzò
Ne doit pas être confondu avec Scherzo.
Athem et Skertzò est une entreprise française spécialisée dans les arts du spectacle vivant, fondée le 2 septembre 1988 sous le nom de Skertzò par Jean-Michel Quesne et Hélène Richard.

## Historique
Le 15 mars 2016, elle prend le nom d'Athem et Sertzo après la reprise de l'activité de la société Athem.

## Réalisations

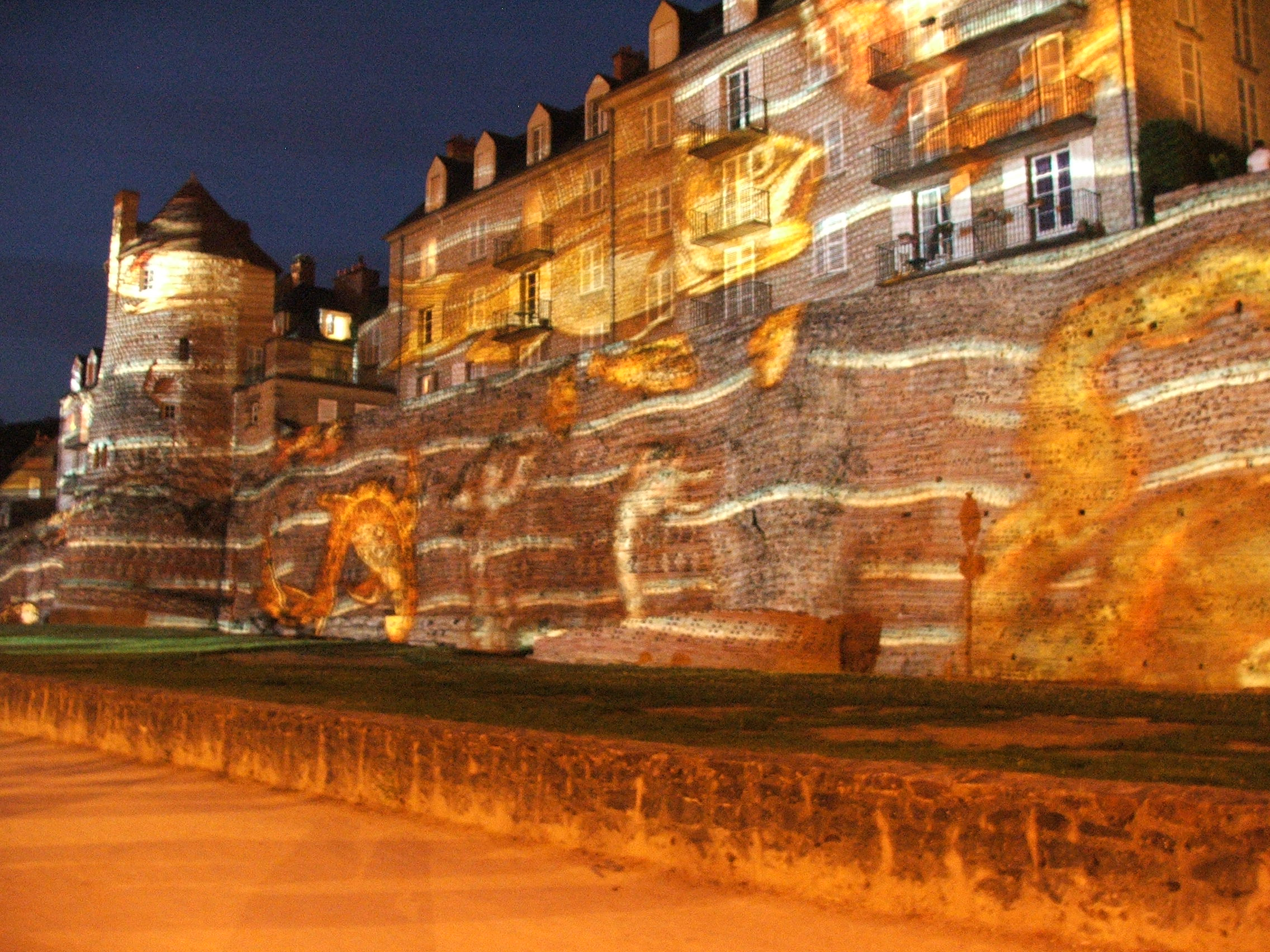
Le spectacle La Nuit des Chimères par Skerzò, en 2009.

L'entreprise a réalisé plus de 70 spectacles en France dont :
- le capitole de Toulouse depuis 2012[4] ;
- la cathédrale Notre-Dame de Rouen en 2008[5],[6] ;
- la cathédrale Notre-Dame d'Amiens[6] ;
- le stade de France en 1998[7],[6] ;
- le château de Chambord depuis 1999[7],[6] ;
- le château de Pierrefonds[6] ;
- la fête des Lumières de Lyon en 2002[6] ;
- la Nuit des Chimères à la cité Plantagenêt du Mans depuis 2005 ;

L'entreprise française réalise également des spectacles à l’étranger, dont à Kiev, à Tokyo, au Qatar, à Jérusalem...